# Aziatisch kampioenschap voetbal onder 17 - 2008
De Aziatisch kampioenschap voetbal onder 17 van 2008 is een Aziatisch voetbaltoernooi voor landenteams en spelers onder de 17 jaar. Het werd van 4 oktober tot en met 19 oktober 2008 gespeeld in Oezbekistan. Iran werd winnaar van het toernooi, in de finale werd Zuid-Korea met 2–1 verslagen.
Dit toernooi dient tevens als kwalificatietoernooi voor het wereldkampioenschap voetbal onder 17 van 2009 dat van 24 oktober tot en met 15 november in Nigeria wordt gespeeld. De vier beste landen van dit toernooi plaatsen zich, dat zijn Iran, Japan, Verenigde Arabische Emiraten en Zuid-Korea.

## Gekwalificeerde landen
| Team                         | Kwalificatie               | Aantal deelnames |
| ---------------------------- | -------------------------- | ---------------- |
| Oezbekistan                  | gastland en tweede groep D | 5e               |
| Syrië                        | winnaar groep A            | 3e               |
| Jemen                        | tweede groep A             | 3e               |
| Iran                         | winnaar groep B            | 6e               |
| Bahrein                      | tweede groep B             | 7e               |
| India                        | tweede groep C             | 5e               |
| Saoedi-Arabië                | derde groep C              | 7e               |
| Turkmenistan                 | derde groep D              | 1e               |
| Verenigde Arabische Emiraten | vierde groep D             | 5e               |
| China                        | eerste groep E             | 11e              |
| Singapore                    | tweede groep E             | 2e               |
| Japan                        | winnaar groep F            | 10e              |
| Indonesië                    | tweede groep F             | 4e               |
| Australië                    | tweede groep G             | 2e               |
| Maleisië                     | derde groep G              | 2e               |
| Zuid-Korea                   | eerste groep H             | 10e              |

1. ↑  Irak werd eerste in deze poule, maar dat land werd gediskwalificeerd.
2. ↑  Tadzjikistan werd tweede, maar dat land werd gediskwalificeerd.
3. ↑  Noord-Korea werd eerste, maar dat lang werd gediskwalificeerd.

## Stadions
| Tasjkent                                     | · Tasjkent |
| MHSK-stadion Capaciteit: 15.000              | · Tasjkent |
|                                              | · Tasjkent |
| Pakhtakor Markaziystadion Capaciteit: 35.000 | · Tasjkent |
|                                              | · Tasjkent |

## Groepsfase

### Groep A
| Pos. | Land        | GW | W | G | V | DV | DT | +/− | Ptn. |
| ---- | ----------- | -- | - | - | - | -- | -- | --- | ---- |
| 1.   | Iran        | 3  | 3 | 0 | 0 | 8  | 2  | +6  | 9    |
| 2.   | Oezbekistan | 3  | 2 | 0 | 1 | 10 | 2  | +8  | 6    |
| 3.   | Bahrein     | 3  | 1 | 0 | 2 | 3  | 4  | –1  | 3    |
| 4.   | Singapore   | 3  | 0 | 0 | 3 | 1  | 14 | –13 | 0    |

|                      |           |                                                                          |             |                                                                                        |
| 4 oktober 2008 16:00 | Singapore | 0–7                                                                      | Oezbekistan | Pakhtakorstadion, Tasjkent Toeschouwers: 10.000 Scheidsrechter: Mohammad Mansour (LIB) |
| 4 oktober 2008 16:00 |           | Abdullayev 10' (pen.), 86' Gapparov 20' Utkin 23', 90+1' Galeev 81', 89' |             | Pakhtakorstadion, Tasjkent Toeschouwers: 10.000 Scheidsrechter: Mohammad Mansour (LIB) |

|                      |                          |     |         |                                                                                |
| 4 oktober 2008 20:00 | Iran                     | 2–0 | Bahrein | Pakhtakorstadion, Tasjkent Toeschouwers: 500 Scheidsrechter: Peter Green (AUS) |
| 4 oktober 2008 20:00 | Sadeghian 72' Rezaei 82' |     |         | Pakhtakorstadion, Tasjkent Toeschouwers: 500 Scheidsrechter: Peter Green (AUS) |

|                      |                |     |                         |                                                                                   |
| 6 oktober 2008 16:00 | Oezbekistan    | 1–2 | Iran                    | Pakhtakorstadion, Tasjkent Toeschouwers: 12.000 Scheidsrechter: Minoru Tōjō (JPN) |
| 6 oktober 2008 16:00 | Muhiddinov 80' |     | Yeghaneh 27' Rezaei 55' | Pakhtakorstadion, Tasjkent Toeschouwers: 12.000 Scheidsrechter: Minoru Tōjō (JPN) |

|                      |                                    |     |           |                                                                                      |
| 6 oktober 2008 20:00 | Bahrein                            | 3–0 | Singapore | Pakhtakorstadion, Tasjkent Toeschouwers: 170 Scheidsrechter: Mukhtar Al Yarimi (YEM) |
| 6 oktober 2008 20:00 | Al Dakheel 41' Saeed 58' Yusuf 75' |     |           | Pakhtakorstadion, Tasjkent Toeschouwers: 170 Scheidsrechter: Mukhtar Al Yarimi (YEM) |

|                      |                                                          |     |            |                                                                              |
| 8 oktober 2008 15:00 | Iran                                                     | 4–1 | Singapore  | MHSK-stadion, Tasjkent Toeschouwers: 1.000 Scheidsrechter: Võ Minh Trí (VIE) |
| 8 oktober 2008 15:00 | Golbarg 31' Darvishi 51' Chang 67' (e.d.) Gholizadeh 85' |     | Rahman 81' | MHSK-stadion, Tasjkent Toeschouwers: 1.000 Scheidsrechter: Võ Minh Trí (VIE) |

|                      |                                  |     |         |                                                                                  |
| 8 oktober 2008 15:00 | Oezbekistan                      | 2–0 | Bahrein | Pakhtakorstadion, Tasjkent Toeschouwers: 6.000 Scheidsrechter: Peter Green (AUS) |
| 8 oktober 2008 15:00 | Abdurakhmonov 44' Muhiddinov 51' |     |         | Pakhtakorstadion, Tasjkent Toeschouwers: 6.000 Scheidsrechter: Peter Green (AUS) |

### Groep B
| Pos. | Land       | GW | W | G | V | DV | DT | +/− | Ptn. |
| ---- | ---------- | -- | - | - | - | -- | -- | --- | ---- |
| 1.   | Zuid-Korea | 3  | 2 | 1 | 0 | 15 | 3  | +12 | 7    |
| 2.   | Syrië      | 3  | 2 | 1 | 0 | 6  | 2  | +4  | 7    |
| 3.   | India      | 3  | 1 | 0 | 2 | 3  | 8  | –5  | 3    |
| 4.   | Indonesië  | 3  | 0 | 0 | 3 | 1  | 12 | –11 | 0    |

|                      |                                                                        |     |                |                                                                                   |
| 4 oktober 2008 14:00 | Zuid-Korea                                                             | 5–2 | India          | MHSK-stadion, Tasjkent Toeschouwers: 2.000 Scheidsrechter: Abdullah Balideh (QAT) |
| 4 oktober 2008 14:00 | Kim Dong-jin 3' Lee Chang 49', 61' Rim Chang-woo 52' Son Heung-min 72' |     | Ralte 69', 88' | MHSK-stadion, Tasjkent Toeschouwers: 2.000 Scheidsrechter: Abdullah Balideh (QAT) |

|                      |                   |     |            |                                                                              |
| 4 oktober 2008 18:00 | Syrië             | 2–1 | Indonesië  | MHSK-stadion, Tasjkent Toeschouwers: 2.300 Scheidsrechter: Minoru Tōjō (JPN) |
| 4 oktober 2008 18:00 | Jmhaa 25' Ali 65' |     | Yagalo 36' | MHSK-stadion, Tasjkent Toeschouwers: 2.300 Scheidsrechter: Minoru Tōjō (JPN) |

|                      |           | |            |                                                                            |
| 6 oktober 2008 14:00 | Indonesië | 0–9 | Zuid-Korea | MHSK-stadion, Tasjkent Toeschouwers: 700 Scheidsrechter: Peter Green (AUS) |
| 6 oktober 2008 14:00 |           | Lee Dong-nyck 2' Kim Jin-su 5' Rim Chang-woo 15' Lee Jong-ho 29', 80', 90+1' Son Heung-min 65', 75' Kim Dong-min 86' |            | MHSK-stadion, Tasjkent Toeschouwers: 700 Scheidsrechter: Peter Green (AUS) |

|                      |       |                                                    |       |                                                                                   |
| 6 oktober 2008 18:00 | India | 0–3                                                | Syrië | MHSK-stadion, Tasjkent Toeschouwers: 1.000 Scheidsrechter: Mohammad Mansour (LIB) |
| 6 oktober 2008 18:00 |       | Al Khadr 44' Devrani 66' (e.d.) Chettri 72' (e.d.) |       | MHSK-stadion, Tasjkent Toeschouwers: 1.000 Scheidsrechter: Mohammad Mansour (LIB) |

|                      |         |     |                   |                                                                                |
| 8 oktober 2008 19:00 | Syrië   | 1–1 | Zuid-Korea        | Pakhtakorstadion, Tasjkent Toeschouwers: 700 Scheidsrechter: Minoru Tōjō (JPN) |
| 8 oktober 2008 19:00 | Ali 63' |     | Rim Chang-woo 80' | Pakhtakorstadion, Tasjkent Toeschouwers: 700 Scheidsrechter: Minoru Tōjō (JPN) |

|                      |               |     |           |                                                                                    |
| 8 oktober 2008 19:00 | India         | 1–0 | Indonesië | MHSK-stadion, Tasjkent Toeschouwers: 3.000 Scheidsrechter: Mukhtar Al Yarimi (YEM) |
| 8 oktober 2008 19:00 | Ma. Singh 24' |     |           | MHSK-stadion, Tasjkent Toeschouwers: 3.000 Scheidsrechter: Mukhtar Al Yarimi (YEM) |

### Groep C
| Pos. | Land          | GW | W | G | V | DV | DT | +/− | Ptn. |
| ---- | ------------- | -- | - | - | - | -- | -- | --- | ---- |
| 1.   | Australië     | 3  | 3 | 0 | 0 | 11 | 2  | +9  | 9    |
| 3.   | Saoedi-Arabië | 3  | 1 | 1 | 1 | 6  | 4  | +2  | 4    |
| 3.   | China         | 3  | 1 | 1 | 1 | 4  | 4  | 0   | 4    |
| 4.   | Turkmenistan  | 3  | 0 | 0 | 3 | 1  | 12 | –11 | 0    |

|                      |                          |     |              |                                                                                   |
| 5 oktober 2008 16:00 | China                    | 2–1 | Turkmenistan | Pakhtakorstadion, Tasjkent Toeschouwers: 1.200 Scheidsrechter: Mohsen Torky (IRN) |
| 5 oktober 2008 16:00 | Nan Yunqi 32' Guo Yi 83' |     | Durdyýew 30' | Pakhtakorstadion, Tasjkent Toeschouwers: 1.200 Scheidsrechter: Mohsen Torky (IRN) |

|                      |               |     |                              |                                                                                         |
| 5 oktober 2008 20:00 | Saoedi-Arabië | 1–3 | Australië                    | Pakhtakorstadion, Tasjkent Toeschouwers: 1.000 Scheidsrechter: Valentin Kovalenko (UZB) |
| 5 oktober 2008 20:00 | Al-Ghamdi 83' |     | Domenici 14', 30' Hamill 49' | Pakhtakorstadion, Tasjkent Toeschouwers: 1.000 Scheidsrechter: Valentin Kovalenko (UZB) |

|                      |                            |     |                          |                                                                                   |
| 7 oktober 2008 16:00 | Australië                  | 2–1 | China                    | Pakhtakorstadion, Tasjkent Toeschouwers: 4.000 Scheidsrechter: Mohsen Torky (IRN) |
| 7 oktober 2008 16:00 | Lum 16' (pen.) Ibrahim 50' |     | Jin Jingdao 45+1' (pen.) | Pakhtakorstadion, Tasjkent Toeschouwers: 4.000 Scheidsrechter: Mohsen Torky (IRN) |

|                      |              |                                                |               |                                                                                     |
| 7 oktober 2008 20:00 | Turkmenistan | 0–4                                            | Saoedi-Arabië | Pakhtakorstadion, Tasjkent Toeschouwers: 300 Scheidsrechter: Abdullah Balideh (QAT) |
| 7 oktober 2008 20:00 |              | Al-Aoufi 22', 55' Al-Shahrani 32' Al Asiri 48' |               | Pakhtakorstadion, Tasjkent Toeschouwers: 300 Scheidsrechter: Abdullah Balideh (QAT) |

|                      |               |     |               |                                                                                       |
| 9 oktober 2008 15:00 | China         | 1–1 | Saoedi-Arabië | Pakhtakorstadion, Tasjkent Toeschouwers: 700 Scheidsrechter: Valentin Kovalenko (UZB) |
| 9 oktober 2008 15:00 | Yu Baobao 52' |     | Al Khamis 71' | Pakhtakorstadion, Tasjkent Toeschouwers: 700 Scheidsrechter: Valentin Kovalenko (UZB) |

|                      |                                                                  |     |              |                                                                                |
| 9 oktober 2008 15:00 | Australië                                                        | 6–0 | Turkmenistan | MHSK-stadion, Tasjkent Toeschouwers: 3.000 Scheidsrechter: Salem Mujghef (JOR) |
| 9 oktober 2008 15:00 | Kantarovski 7' Yabio 32' Gapare 43', 48' Petratos 63' Warren 65' |     |              | MHSK-stadion, Tasjkent Toeschouwers: 3.000 Scheidsrechter: Salem Mujghef (JOR) |

### Groep D
Na afloop van de groepswedstrijden werd duidelijk dat Jemen in alle wedstrijden een te oude speler had opgesteld. Hierop besloot de AFC dat Jemen alle wedstrijden reglementair met 3-0 heeft verloren. Omdat ook de Verenigde Arabische Emiraten in de eerste wedstrijd tegen Jemen een niet-speelgerechtigde speler had opgesteld, werd deze wedstrijd geannuleerd. Omdat de Verenigde Arabische Emiraten de onderlinge ontmoeting met Maleisië won, plaatste het zich voor de tweede ronde achter Japan.
| Pos. | Land     | GW | W | G | V | DV | DT | +/− | Ptn. |
| ---- | -------- | -- | - | - | - | -- | -- | --- | ---- |
| 1.   | Japan    | 3  | 3 | 0 | 0 | 13 | 1  | +12 | 9    |
| 2.   | V.A.E.   | 2  | 1 | 0 | 1 | 4  | 8  | –4  | 3    |
| 3.   | Maleisië | 3  | 1 | 0 | 2 | 5  | 7  | –2  | 3    |
| 4.   | Jemen    | 2  | 0 | 0 | 2 | 0  | 6  | –6  | 0    |

|                      |                                            |     |          |                                                                              |
| 5 oktober 2008 14:00 | Japan                                      | 4–0 | Maleisië | MHSK-stadion, Tasjkent Toeschouwers: 300 Scheidsrechter: Salem Mujghef (JOR) |
| 5 oktober 2008 14:00 | Shibasaki 32' Usami 34', 70' Miyayoshi 65' |     |          | MHSK-stadion, Tasjkent Toeschouwers: 300 Scheidsrechter: Salem Mujghef (JOR) |

|                      |            |              |                              |                                                                            |
| 5 oktober 2008 18:00 | Jemen      | 1–1 (annul.) | Verenigde Arabische Emiraten | MHSK-stadion, Tasjkent Toeschouwers: 250 Scheidsrechter: Võ Minh Trí (VIE) |
| 5 oktober 2008 18:00 | Muhsen 21' |              | Hadeed 35'                   | MHSK-stadion, Tasjkent Toeschouwers: 250 Scheidsrechter: Võ Minh Trí (VIE) |

|                      |                    |             |                      |                                                                                |
| 7 oktober 2008 14:00 | Maleisië           | 3–0 (regl.) | Jemen                | MHSK-stadion, Tasjkent Toeschouwers: 1.000 Scheidsrechter: Salem Mujghef (JOR) |
| 7 oktober 2008 14:00 | Fandi 90+1' (pen.) |             | Al-Shamsi 10' (pen.) | MHSK-stadion, Tasjkent Toeschouwers: 1.000 Scheidsrechter: Salem Mujghef (JOR) |

|                      |                              |     |                                                        |                                                                                     |
| 7 oktober 2008 18:00 | Verenigde Arabische Emiraten | 1–6 | Japan                                                  | MHSK-stadion, Tasjkent Toeschouwers: 1.200 Scheidsrechter: Valentin Kovalenko (UZB) |
| 7 oktober 2008 18:00 | Hadeed 76' (pen.)            |     | Miyayoshi 7', 16', 57' T. Uchida 60' Sugimoto 72', 88' | MHSK-stadion, Tasjkent Toeschouwers: 1.200 Scheidsrechter: Valentin Kovalenko (UZB) |

|                      |               |             |                                        |                                                                                   |
| 9 oktober 2008 19:00 | Japan         | 3–0 (regl.) | Jemen                                  | Pakhtakorstadion, Tasjkent Toeschouwers: 1.000 Scheidsrechter: Mohsen Torky (IRN) |
| 9 oktober 2008 19:00 | T. Uchida 52' |             | Al-Shamsi 56' (pen.) Al-Baidhani 90+5' | Pakhtakorstadion, Tasjkent Toeschouwers: 1.000 Scheidsrechter: Mohsen Torky (IRN) |

|                      |                                          |     |                         |                                                                                   |
| 9 oktober 2008 19:00 | Verenigde Arabische Emiraten             | 3–2 | Maleisië                | MHSK-stadion, Tasjkent Toeschouwers: 1.000 Scheidsrechter: Abdullah Balideh (QAT) |
| 9 oktober 2008 19:00 | Al-Saffar 16' Al-Khoori 29' Al Ameri 58' |     | Bukhari 68' (pen.), 72' | MHSK-stadion, Tasjkent Toeschouwers: 1.000 Scheidsrechter: Abdullah Balideh (QAT) |

## Knock-outfase
|  | kwartfinale   | kwartfinale |            |   | halve finale | halve finale |  |  | finale | finale |
|  |               |             |            |   |              |              |  |  |        |        |
|  |               |             |            |   |              |              |  |  |        |        |
|  | 12 oktober    |             |            |   |              |              |  |  |        |        |
|  |               |             |            |   |              |              |  |  |        |        |
|  | Iran          | 2           |            |   |              |              |  |  |        |        |
|  | Iran          | 2           | 15 oktober |   |              |              |  |  |        |        |
|  | Syrië         | 0           |            |   |              |              |  |  |        |        |
|  | Syrië         | 0           | Iran       | 3 |              |              |  |  |        |        |
|  | 12 oktober    |             | Iran       | 3 |              |              |  |  |        |        |
|  |               | V.A.E.      | 0          |   |              |              |  |  |        |        |
|  | Australië     | V.A.E.      | 0          | 2 |              |              |  |  |        |        |
|  | Australië     |             | 19 oktober | 2 |              |              |  |  |        |        |
|  | V.A.E.        | 3           |            |   |              |              |  |  |        |        |
|  | V.A.E.        | 3           | Iran       | 2 |              |              |  |  |        |        |
|  | 12 oktober    |             | Iran       | 2 |              |              |  |  |        |        |
|  |               | Zuid-Korea  | 1          |   |              |              |  |  |        |        |
|  | Zuid-Korea    | Zuid-Korea  | 1          | 3 |              |              |  |  |        |        |
|  | Zuid-Korea    | 15 oktober  |            | 3 |              |              |  |  |        |        |
|  | Oezbekistan   | 0           |            |   |              |              |  |  |        |        |
|  | Oezbekistan   | 0           | Zuid-Korea | 2 |              |              |  |  |        |        |
|  | 12 oktober    |             | Zuid-Korea | 2 |              |              |  |  |        |        |
|  |               | Japan       | 1          |   |              |              |  |  |        |        |
|  | Japan         | Japan       | 1          | 2 |              |              |  |  |        |        |
|  | Japan         |             |            | 2 |              |              |  |  |        |        |
|  | Saoedi-Arabië | 0           |            |   |              |              |  |  |        |        |
|  | Saoedi-Arabië | 0           |            |   |              |              |  |  |        |        |

### Kwartfinale
|                       |                               |     |                               |                                                                            |
| 12 oktober 2008 14:00 | Australië                     | 2–3 | Verenigde Arabische Emiraten  | MHSK-stadion, Tasjkent Toeschouwers: 500 Scheidsrechter: Minoru Tōjō (JPN) |
| 12 oktober 2008 14:00 | Kantarovski 48' Sainsbury 57' |     | Hadeed 7', 64' Mohammad 90+1' | MHSK-stadion, Tasjkent Toeschouwers: 500 Scheidsrechter: Minoru Tōjō (JPN) |

|                       |                 |     |       |                                                                                         |
| 12 oktober 2008 16:00 | Iran            | 2–0 | Syrië | Pakhtakorstadion, Tasjkent Toeschouwers: 3.500 Scheidsrechter: Valentin Kovalenko (UZB) |
| 12 oktober 2008 16:00 | Rezaei 79', 90' |     |       | Pakhtakorstadion, Tasjkent Toeschouwers: 3.500 Scheidsrechter: Valentin Kovalenko (UZB) |

|                       |                               |     |               |                                                                            |
| 12 oktober 2008 18:00 | Japan                         | 2–0 | Saoedi-Arabië | MHSK-stadion, Tasjkent Toeschouwers: 500 Scheidsrechter: Peter Green (AUS) |
| 12 oktober 2008 18:00 | Sugimoto 38' Otayf 45' (e.d.) |     |               | MHSK-stadion, Tasjkent Toeschouwers: 500 Scheidsrechter: Peter Green (AUS) |

|                       |                                                  |     |             |                                                                                        |
| 12 oktober 2008 20:00 | Zuid-Korea                                       | 3–0 | Oezbekistan | Pakhtakorstadion, Tasjkent Toeschouwers: 12.000 Scheidsrechter: Mohammad Mansour (LIB) |
| 12 oktober 2008 20:00 | Kim Dong-jin 12' Son Heung-min 54' Lee Chang 72' |     |             | Pakhtakorstadion, Tasjkent Toeschouwers: 12.000 Scheidsrechter: Mohammad Mansour (LIB) |

### Halve finale
|                       |                                    |     |                              |                                                                                  |
| 15 oktober 2008 15:00 | Iran                               | 3–0 | Verenigde Arabische Emiraten | Pakhtakorstadion, Tasjkent Toeschouwers: 1.300 Scheidsrechter: Võ Minh Trí (VIE) |
| 15 oktober 2008 15:00 | Dabbagh 59' Imani 77' Rezaei 90+3' |     |                              | Pakhtakorstadion, Tasjkent Toeschouwers: 1.300 Scheidsrechter: Võ Minh Trí (VIE) |

|                       |                                   |     |              |                                                                                     |
| 15 oktober 2008 19:00 | Zuid-Korea                        | 2–1 | Japan        | Pakhtakorstadion, Tasjkent Toeschouwers: 500 Scheidsrechter: Abdullah Balideh (QAT) |
| 15 oktober 2008 19:00 | Kim Dong-jin 4' Lee Dong-nyck 26' |     | T. Uchida 2' | Pakhtakorstadion, Tasjkent Toeschouwers: 500 Scheidsrechter: Abdullah Balideh (QAT) |

### Finale
|                       |                        |     |                 |                                                                                       |
| 15 oktober 2008 16:00 | Iran                   | 2–1 | Zuid-Korea      | Pakhtakorstadion, Tasjkent Toeschouwers: 600 Scheidsrechter: Valentin Kovalenko (UZB) |
| 15 oktober 2008 16:00 | Talebat 38' Rezaei 62' |     | Lee Chang 90+3' | Pakhtakorstadion, Tasjkent Toeschouwers: 600 Scheidsrechter: Valentin Kovalenko (UZB) |